# شهرستان حاصبیا
شهرستان حاصبیا (انگلیسی: Hasbaya District) یکی از بخش‌های لبنان است که در استان نبطیه واقع شده است. مرکز این بخش حاصبیا است.